# محمودی (یکای پول)
محمودی واحد پول حکومت غزنویان در زمان سلطان محمود غزنوی بود که به‌نظر می‌رسد نام محمودی نیز برگرفته از نام سلطان محمود بوده باشد. در زمان سلسله غزنویان از محمودی به‌عنوان پول استفاده می‌شده‌است و با این پول داد و ستد صورت می‌گرفت.